# Općina Prevalje
Općina Prevalje (slo.:Občina Prevalje) je općina u sjevernoj Sloveniji u pokrajini Koruškoj i statističkoj regiji Koruškoj. Središte općine je naselje Prevalje.

## Zemljopis
Općina Prevalje nalazi se u sjevernom djelu Slovenije, u zapadnom djelu pokrajine Koruške. Općina je granična ka Austriji na sjeverozapadu. Općina se nalazi u donjem djelu doline rijeke Meže, ispod Karavanki.
U općini vlada umjereno kontinentalna klima. Najvažniji vodotok u općini je rijeka Meža. Svi ostali vodotoci su mali i njeni su pritoci.

## Naselja u općini
Belšak, Breznica, Dolga Brda, Jamnica, Kot pri Prevaljah, Leše, Lokovica, Poljana, Prevalje, Suhi Vrh, Šentanel, Zagrad

## Vanjske poveznice
- Službena stranica općine